# Albert Henry
Albert Henry (* 20. März 1910 in Gembloux-Grand-Manil; † 22. Februar 2002 bei Nancy) war ein belgischer Romanist und Mediävist.

## Leben und Werk
Henry ging in Namur zur Schule. Er studierte von 1928 bis 1932 an der Université libre de Bruxelles Romanische und Klassische Philologie.  Nach Wehrdienst und kurzer Gymnasiallehrerzeit studierte er ab 1934 in Paris zusammen mit Georges Straka und Gianfranco Contini bei Mario Roques, Oscar Bloch, Georges Millardet, Gustave Cohen und Joseph Bédier. 1936 und 1937 folgten Aufenthalte in Perugia. Von April 1940 bis Mai 1945 war er zusammen mit Maurice Leroy fünf Jahre als Kriegsgefangener in den Offizierslagern von Weilburg, Tibor, Prenzlau, Fischbeck und Lübeck. Von 1946 bis 1958 lehrte er als Professor in Gent, von 1958 bis 1976 in Brüssel. Saint-John Perse war ihm freundschaftlich verbunden.
Henry war bekennender Wallone, was er sowohl dichterisch (Offrande wallone,  Andenne 1946, entstanden in der Prenzlauer Gefangenschaft, 2. Auflage 1962, 3. Auflage 1990) wie linguistisch (Wallon et Wallonie. Esquisse d’une histoire sémantique, Brüssel 1965, erweitert 1974 und 1990 u.d.T. Esquisse d’une histoire des mots wallon et Wallonie) zum Ausdruck brachte.
Henry war Mitglied der Königlichen Belgischen Akademie, der Schwedischen Akademie, der Medieval Academy of America und der Accademia dei Lincei. Das Institut de France zeichnete zwei seiner Bücher aus.

## Weitere Werke

### Herausgebertätigkeit

#### Saint-John Perse
- Amers de Saint-John Perse. Une poésie du mouvement, Neuchâtel 1963
- Amitié du Prince de Saint-John Perse, Paris 1979
- Anabase de Saint-John Perse, Paris 1983
- Saint-John Perse: Nocturne, Paris 1985
- Lettres d’Alexis Leger [Saint-John Perse] à Gabriel Frizeau (1906–1912), Brüssel 1993

#### Villon
- (zusammen mit Jean Rychner) Le Testament Villon, 2 Bde., Genf 1974
- (zusammen mit Jean Rychner) Le Lais Villon et les Poèmes variés, 2 Bde., Genf 1977
- (zusammen mit Jean Rychner) Le Testament Villon, le Lais Villon et les Poèmes variés. Index, Genf 1985

#### Mittelalterliche Texte
- Adenet le Roi, Berte as grans piés, Genf 1982
- Chrestomathie de la littérature en ancien français, 2 Bde., Bern 1953, 7. Auflage 1994
- L’oeuvre lyrique d’Henri III, duc de Brabant, Bruges 1948
- Le Jeu de Saint Nicolas de Jehan Bodel, Paris/Brüssel 1962, auch 1965, Genf 1981
- Les oeuvres d’Adenet le Roi, 5 Teile in 6 Bänden, Brügge 1951, 1953, 1956, Paris/Brüssel 1963, Brüssel 1971
- Sarrasin: Le roman du Hem, Brüssel/Paris 1939

#### Weitere
- Testi valloni antichi e moderni, Modena 1940

### Monographien und Sammelschriften
- Langage et poésie chez Paul Valéry. Avec un lexique des œuvres en vers, Paris 1952
- Les grands poèmes andalous de Federico Garcia Lorca, Gent 1958
- Etudes de lexicologie française et galloromane, Paris/Brüssel 1960
- Etudes de syntaxe expressive (ancien français et français moderne), Paris/Brüssel 1960, 2. Auflage 1977
- C’était il y a des lunes. Etudes de syntaxe française, Paris 1968
- Automne. Etudes de philologie, de linguistique et de stylistique, rassemblées et publiées par des collègues, des élèves et des amis de l’auteur, Gembloux 1977
- Métonymie et métaphore, Brüssel 1971, 2. Auflage 1984
- Lecture de quelques Illuminations [de Rimbaud], Brüssel 1989, umgearbeitet u.d.T. Contributions à la lecture de Rimbaud, Brüssel 1998
- Contribution à l’étude du langage œnologique en langue d’oïl (XIIe–XVe siècle), Brüssel 1996